# Michal Jursa
Michal Jursa (19. listopadu 1935, Mukačevo - 2. srpna 1983) byl československý fotbalový rozhodčí.
V československé lize působil v letech 1967-1980. Řídil celkem 134 ligových utkání. Jako mezinárodní rozhodčí řídil v roce 1971-1977 devět mezistátních utkání. V evropských pohárech řídil v letech 1972-1978 celkem 12 utkání (v Pohár mistrů evropských zemí 7 utkání, v Poháru vítězů pohárů 1 utkání a v Poháru UEFA 7 utkání). V letech 1969, 1971 a 1973 řídil finálové utkání Československého poháru.